# Gymnometopina scolocerca
Gymnometopina scolocerca är en tvåvingeart som beskrevs av Allen L.Norrbom 1987. Gymnometopina scolocerca ingår i släktet Gymnometopina och familjen hoppflugor. Inga underarter finns listade i Catalogue of Life.